# ويليام إتش توماس
ويليام إتش توماس (بالإنجليزية: William H. Thomas)‏ هو عسكري أمريكي، ولد في 13 يناير 1923 في ويني في الولايات المتحدة، وتوفي في 22 أبريل 1945 في Zambales Mountains ‏ في الفلبين.